# Scène de la vie tahitienne
Scène de la vie tahitienne est un tableau de l'artiste post-impressionniste français Paul Gauguin conservé au musée de l'Ermitage à Saint-Pétersbourg. Réalisé en 1896, il fait partie de la période tahitienne de l'artiste.

## Description
Le tableau représente des hommes et des femmes tahitiens, qui peuvent être divisés en quatre groupes, situés sur un fond bleu crépusculaire. Le premier groupe est constitué d'un homme en pagne et chapeau blanc, un chien à ses pieds ; l'homme porte un bâton (lance ?) sur ses épaules. Le deuxième groupe est composé de trois figures féminines. L'une des femmes pointe la main vers l'homme au chien, la seconde se penche vers elle comme si elle écoutait attentivement, et la troisième femme au loin regarde vers l'homme. Le troisième groupe de deux femmes reste debout et regarde ce qui se passe avec un regard indifférent. En haut à droite au loin se trouve le quatrième groupe de personnages du tableau : sous un arbre il y a un cavalier immobile, aux pieds d'un cheval il y a deux femmes dont l'une est allongée et l'autre assise ; ils regardent tous l'homme au chien et le deuxième groupe. En bas à droite se trouvent les restes de la signature de l'artiste : P Gauguin (auparavant, la date était indiquée à côté de la signature - 96).

## Historique
Dès son arrivée à Paris, le tableau est exposé à la galerie Ambroise Vollard. En novembre 1908, il fut acheté par l'industriel et collectionneur moscovite Sergueï Chtchoukine. Selon N. Semenova, le tableau a reçu son nom moderne alors qu'il était en possession de Chtchoukine, mais Piotr Pertsov, qui fut le premier à cataloguer la collection Chtchoukine en 1921, affirme que le tableau était répertorié sous le court titre « Tahitiens ». Après la Révolution d'Octobre, la collection de Chtchoukine fut nationalisée et, depuis 1923, le tableau se trouvait au Musée national d'Art moderne occidental à Moscou. En 1930, le tableau fut transféré à l'Ermitage grâce à un échange avec le musée. Depuis fin 2014, la toile est exposée au quatrième étage du palais de l'état-major, salle 413.
En raison du fait que Gauguin a utilisé des peintures de mauvaise qualité pour peindre le tableau, celui-ci s'est gravement détérioré. Le coin inférieur droit avec la signature de l'artiste a été particulièrement endommagé : en 1918, lors de l'enregistrement du tableau au Musée du Nouvel Art Occidental à Moscou, il a été noté qu'en plus de la signature de l'artiste, il y avait également une date à côté - 96. Actuellement, la date n'est pas lisible. Il a été suggéré que le tableau avait été gravement endommagé avant même son acquisition par Chtchoukine, peut être lors du transport maritime de Tahiti à Paris. Au moins sa reproduction - sous une forme déjà endommagée - a été reproduite dans le magazine Apollo en 1910'.

## Œuvres apparentées

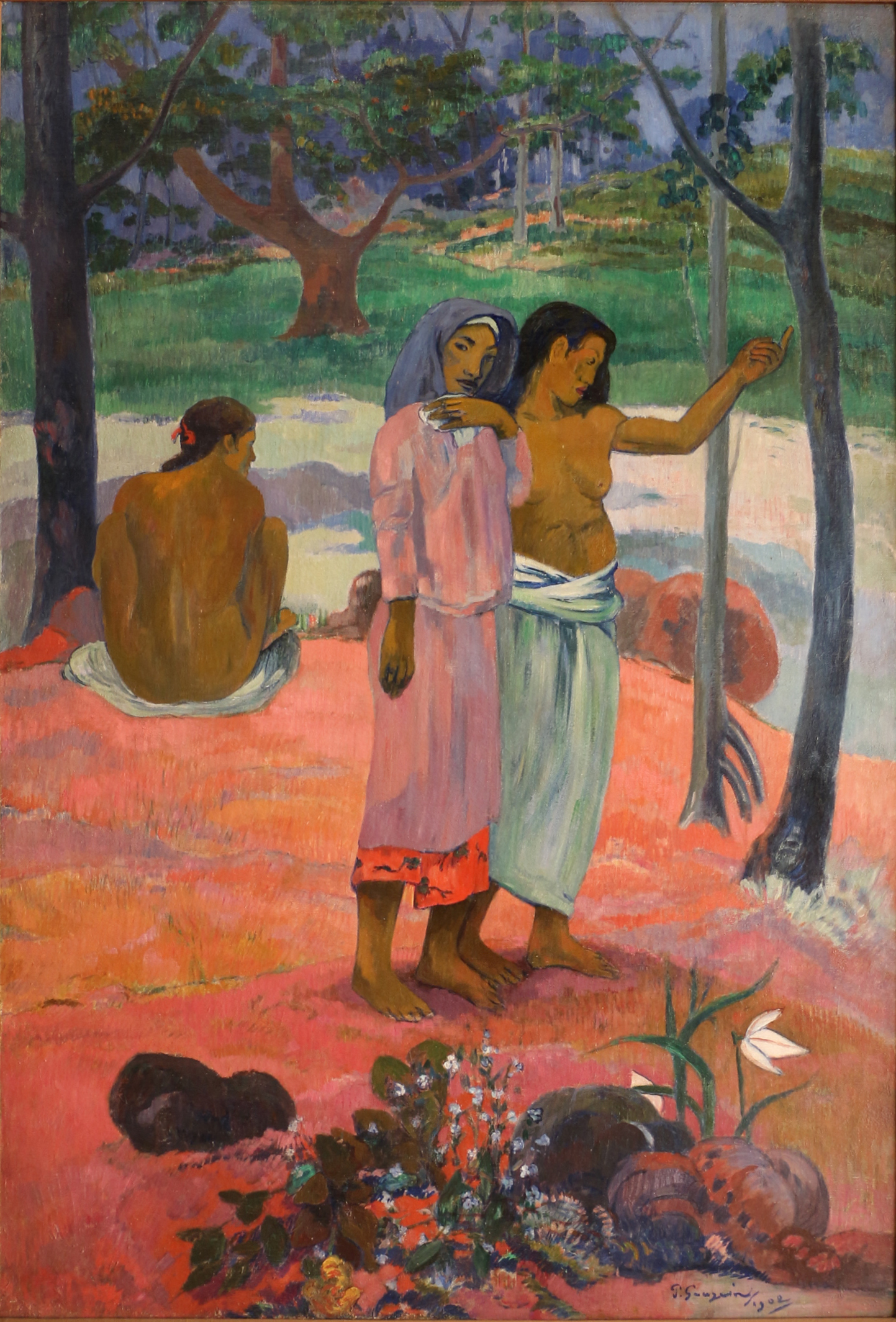
« L’appel », 1902. Musée d’art de Cleveland
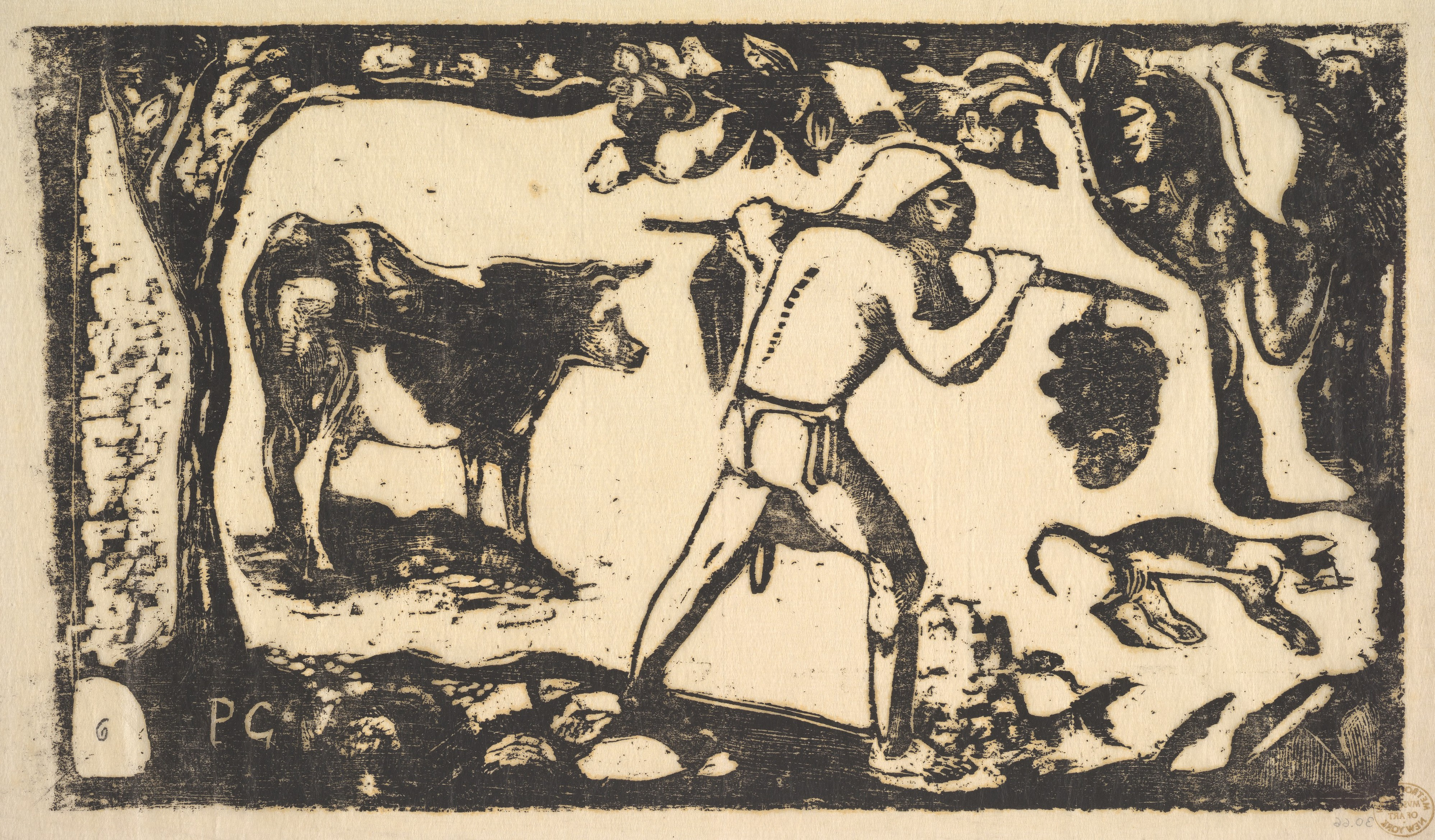
Gravure sur bois avec un chasseur,  Metropolitan Museum of Art. Vers 1898-1899.
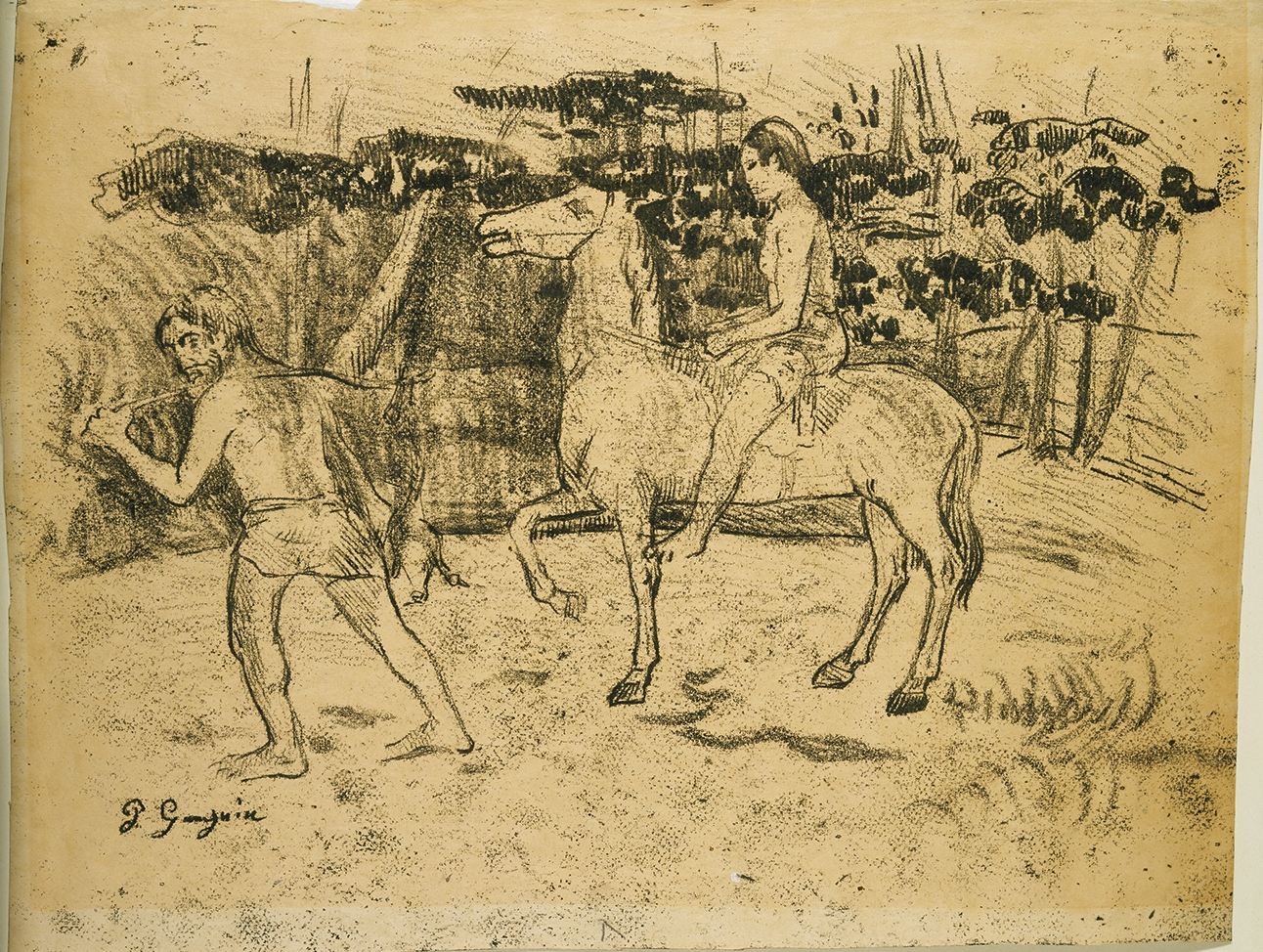
Scène avec chasseur et cavalier, Musée Städel (Francfort), 1902.
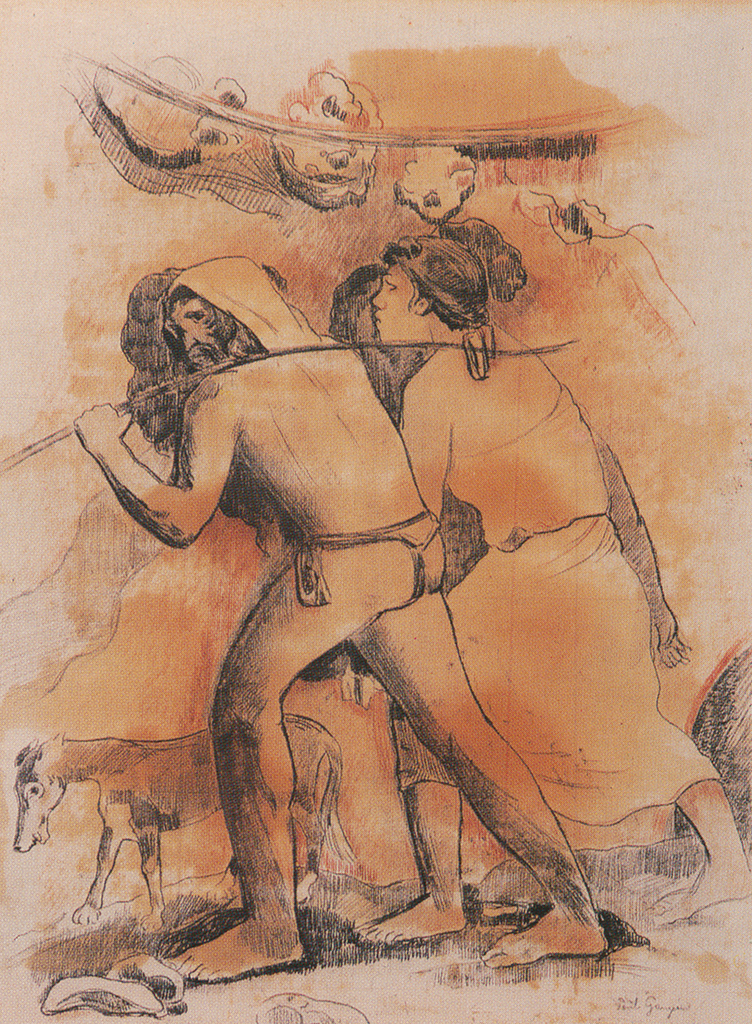
Scène avec chasseur. Vers  1900.

## Littérature
- Барская А. Г., Костеневич А. Г. Французская живопись. Вторая половина XIX — XX век. Каталог (Государственный Эрмитаж. Собрание западноевропейской живописи). — Л.: Искусство, 1991. — 473 с.
- Костеневич А. Г. Искусство Франции. Живопись. Рисунок. Скульптура: в двух томах. — СПб.: Изд-во Государственного Эрмитажа, 2008. — Т. I. — 532 с. —  (ISBN 978-5-93572-295-1). —  (ISBN 978-5-93572-308-8).
- Костеневич А. Г. Искусство Франции. Живопись. Рисунок. Скульптура: в двух томах. — СПб.: Изд-во Государственного Эрмитажа, 2008. — Т. II. — 204 с. —  (ISBN 978-5-93572-297-5). —  (ISBN 978-5-93572-308-8).
- Перцов П. Щукинское собрание французской живописи. Музей новой западной живописи. — М.: Издание М. и С. Сабашниковых, 1921. — 120 с.
- Семёнова Н. Ю. Щукин. Биография коллекции. — М.: Слово, 2019. — 528 с. —  (ISBN 978-5-387-01554-0).

## Source de traduction
- (ru) Cet article est partiellement ou en totalité issu de l’article de Wikipédia en russe intitulé « Сцена из жизни таитян » (voir la liste des auteurs).